# Carlos de Castro
Carlos de Castro (Montevidéu, 21 de março de 1835–Montevidéu, 28 de outubro de 1911) foi um político, advogado, ministro, diplomata e reitor uruguaio que atuou como Ministro de Governo no governo de Máximo Santos.

## Biografia
Filho do espanhol Agustín de Castro, foi enviado com outros irmãos para a Itália em 1842 por Cayetano Gavazzo, que era o segundo marido de sua mãe, para ser educado na Itália. Permaneceu em Gênova por dezesseis anos, onde frequentou estudos preparatórios e superiores, obtendo um doutorado em jurisprudência em 21 de junho de 1859.
Em seu retorno ao país, Eduardo Acevedo, que era ministro de Bernardo Prudencio Berro, confiou-lhe, em 1860, a recém-criada sala de aula de economia política na Universidade da República, onde também ministrou cursos de direito constitucional e administrativo.
Ele atuou como juiz civil da 2ª seção a partir de 8 de março de 1861, renunciando ao cargo em 24 de fevereiro de 1862, bem como às suas responsabilidades de professor, para se dedicar exclusivamente aos seus estudos jurídicos. Em 1864, foi publicado um livro com suas palestras proferidas no curso de economia política na universidade.
No contexto da revolução colorada de Venancio Flores, ele emigrou para a Argentina, onde apoiou o movimento nos conselhos de guerra de Buenos Aires. Quando Flores triunfou em 1865, ele foi encarregado do Ministério das Relações Exteriores em 24 de fevereiro daquele ano. Como ministro, teve de ajustar o tratado com a Argentina e o Brasil que endossou a Guerra da Tríplice Aliança, bem como a anulação do acordo pelo qual a Ilha Libertad, na Baía de Montevidéu, foi arrendada ao governo da Itália para fins militares, o que havia sido acordado pelo governo de Bernardo Prudencio Berro.

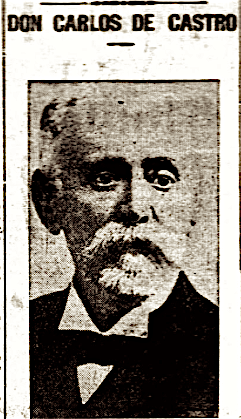
Fotografia do Ministro das Relações Exteriores do Uruguai, Carlos de Castro, de seu obituário (1911)

Ele renunciou ao Ministério em 15 de maio de 1866, devido a um incidente diplomático provocado pela leitura do tratado secreto da Tríplice Aliança pelo primeiro-ministro britânico John Russell na Câmara dos Comuns, que Castro havia confiado ao representante britânico em Montevidéu, William Garrow Lettsom. O tratado foi publicado em um jornal paraguaio em Buenos Aires, precipitando a renúncia de Castro.
No final do mandato de Flores, ele representou o departamento de Paysandú no Senado de 1869 a 1872 e foi eleito deputado da Câmara dos Deputados de Montevidéu em 1875, renunciando posteriormente quando a Assembleia Geral lhe confiou o cargo de Ministro do Tribunal de Justiça. Ele permaneceu nesse cargo durante a ditadura de Lorenzo Latorre e, no final desse período, foi novamente confirmado no cargo. Permaneceu no Tribunal de Justiça até 6 de outubro de 1882, quando, devido a um conflito entre os poderes executivo e judiciário, causou a renúncia de todos os membros da Suprema Corte, com exceção de Lindoro Forteza. Posteriormente, o presidente Máximo Santos lhe deu o Ministério do Governo em 18 de outubro do mesmo ano, onde serviu até 1885.
Durante seus anos de estudo na Itália, ele se envolveu com a Maçonaria e, ao retornar ao Uruguai, acabou se tornando uma das figuras importantes da Maçonaria uruguaia, onde serviu como Grão-Mestre. Foi membro de várias comissões de elaboração ou revisão de códigos e fez parte da missão especial de 1855, encarregada de devolver ao Paraguai os troféus de guerra levados pelos soldados uruguaios na Guerra da Tríplice Aliança.
Ao final de seu mandato no Ministério do Governo, foi eleito por Montevidéu para integrar o Senado e, em 1891, ingressou na Câmara dos Deputados pelo mesmo departamento. Um decreto de 10 de janeiro de 1895 do governo de Juan Idiarte Borda o nomeou Ministro Plenipotenciário do Brasil no Rio de Janeiro, retornando ao Uruguai em 1897 e voltando ao Senado da República. Opositor de Juan Lindolfo Cuestas, foi destituído juntamente com a maior parte da Assembleia Geral quando esta deu um golpe de Estado em 10 de fevereiro de 1898. Ele teve a oportunidade de se tornar deputado novamente em 1892, servindo na 21ª legislatura dessa câmara.
No final desse período parlamentar, Castro se retirou para sua casa de campo em Paso del Molino, onde passou seus últimos dias, com sua posição econômica diminuída e sofrendo de doenças físicas, e onde morreu em 1911.